# 淳于恭
淳于 恭（じゅんう きょう、生年不詳 - 80年）は、後漢の隠者・官僚。字は孟孫。本貫は北海郡淳于県。

## 逸話・経歴
『老子』を説くのを得意とし、落ち着いた静かな生活を重んじて名利を求めなかった。かれの家が所有する山畑に果樹があり、盗人が侵入して果物を盗もうとすると、淳于恭は盗人の収穫を手伝ってやった。また稲を刈り取って盗もうとしている者を見ると、淳于恭は盗人に恥をかかせてはいけないと思い、草中に伏せて盗人に姿を見られないようにし、盗人が立ち去ると起き上がった。
王莽の末年、兄の淳于崇が反乱兵に連れ去られそうになり、淳于恭が身代わりになることを申し出ると、二人とも放免された。後に淳于崇が死去すると、淳于恭は亡き兄の幼い孤児を養い、学問を教えた。反乱が横行して、農民が耕作を放棄する時勢にあって、淳于恭はひとり農耕にいそしんだ。後に州郡から召命があったが、応じなかった。建武年間、郡に孝廉として察挙され、司空府に召し出されたが、いずれも応じなかった。琅邪郡の黔陬山に数十年間隠れ住んだ。
76年（建初元年）、章帝に召し出され、議郎に任じられた。侍中・騎都尉に転じ、礼遇優待された。かれの推挙した名賢はみな召し出されて任用された。80年（建初5年）、病が重くなり、在官のまま死去した。
子の淳于孝は太子舎人となった。

## 伝記資料
- 『後漢書』巻39 列伝第29